# Jerome H. Barkow
Jerome H. Barkow é um antropólogo canadense na Universidade de Dalhousie que fez contribuições importantes para o campo da psicologia evolucionária. Recebeu um Bacharelado em Artes em Psicologia do Brooklyn College em 1964 e um Ph.D. em Desenvolvimento Humano da Universidade de Chicago em 1970. É Professor de Antropologia Social na Universidade de Dalhousie e Assistente Internacional Distinto no Instituto de Cognição e Cultura, da Universidade Belfast do Queen (Irlanda do norte).
Barkow tem publicado sobre temas variando de profissionais do sexo na Nigéria aos tipos de sensíveis que o SETI pode encontrar. É mais conhecido como o autor de Darwin, Sex, and Status: Biological Approaches to Mind and Culture (1989). Em 1992, junto à Leda Cosmides e John Tooby, Barkow editou o influente livro The Adapted Mind: Evolutionary Psychology and the Generation of Culture. Recentemente (2006), editou Missing the Revolution: Darwinism for Social Scientists.